# ملازم (رتبة عسكرية)
مُلازِم هي رتبة عسكرية بنجمة واحدة. ويحصل عليها الضابط بعد أن يجتاز الكلية العسكرية وإكمال التدريب العسكري الأساسي.
بعد إكمال الكلية العسكرية، يصنف الملازمون كل حسب صنفه، ولكن المعروف أن الملازم بعد تخرجه يتسلم قيادة فصيل من الجنود متكون من 32 إلى 37 جندي يكونون تحت إمرته. عادة ما يحمل الملازم هذه الرتبة لمدة 3 سنوات بعد ذلك يرقى لرتبة ملازم أول. وتسمى الرتبة (بالإنجليزية: Lieutenant).

## معرض الصور

القوات البرية المصرية
القوات البرية الملكية المغربية
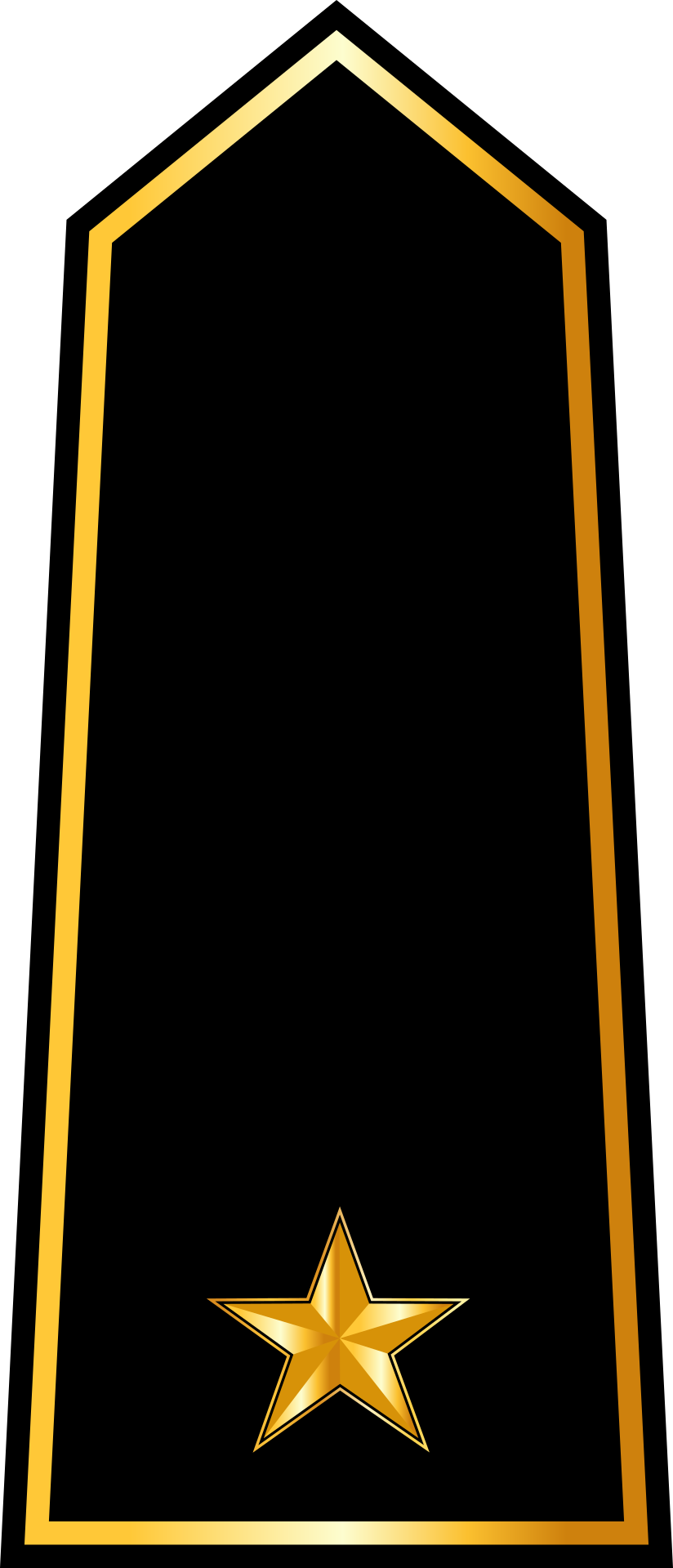
الجيش الوطني التونسي
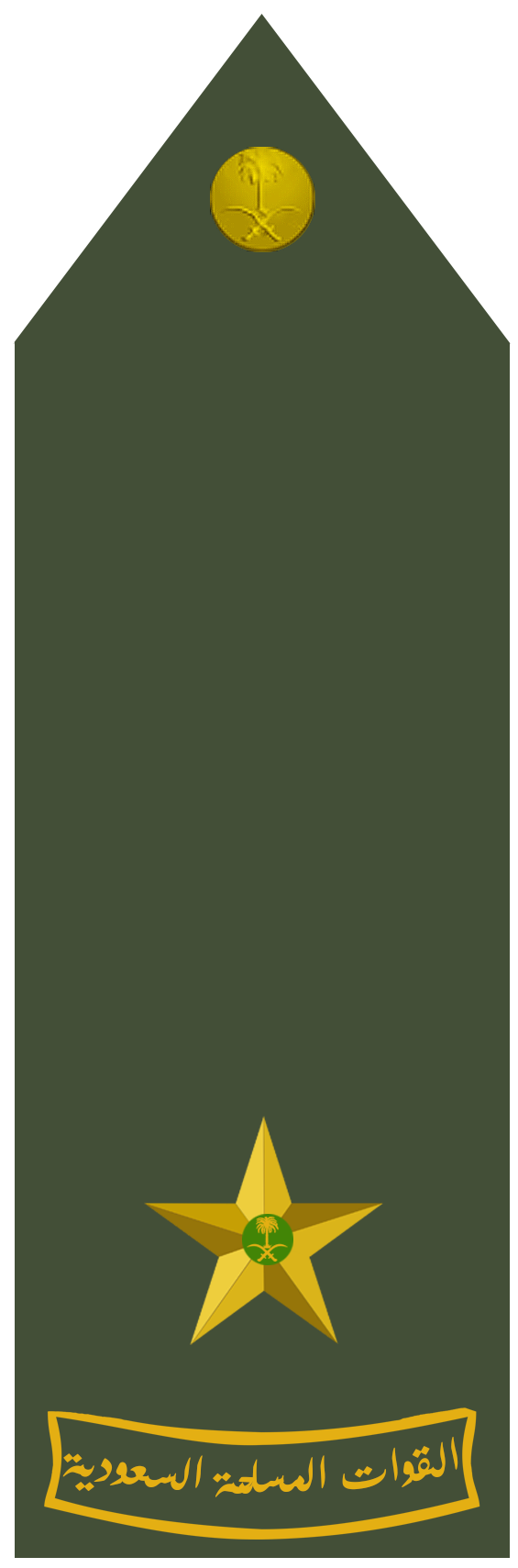
القوات البرية الملكية السعودية
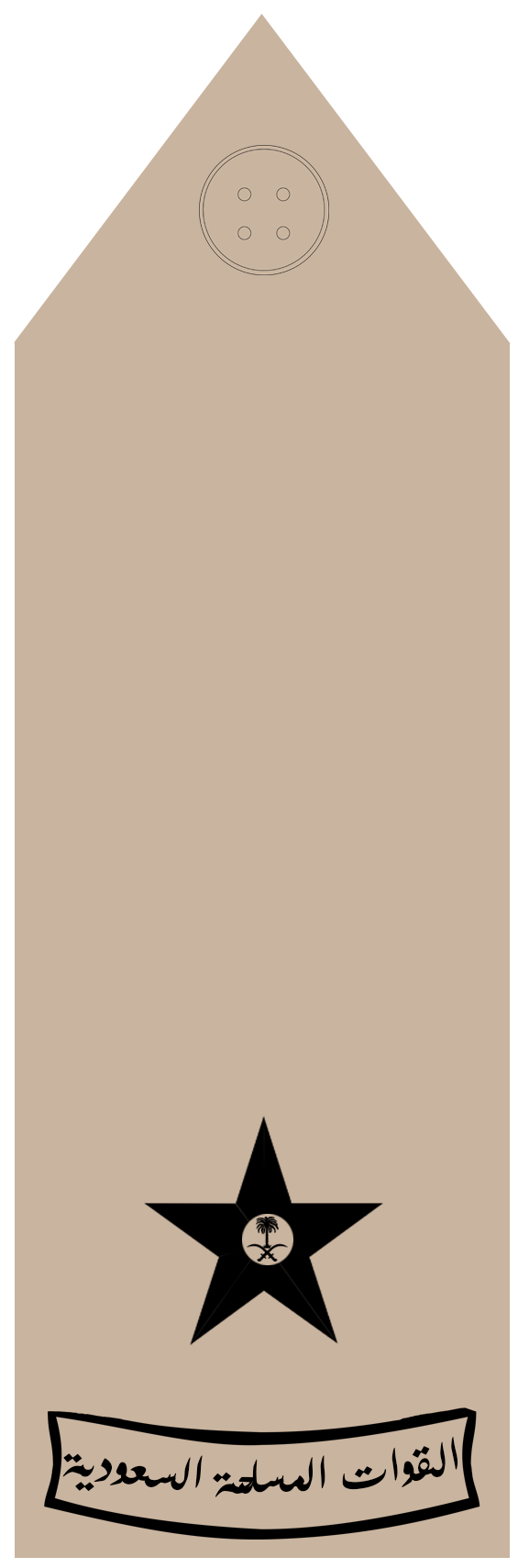
القوات البرية الملكية السعودية (قتالي)
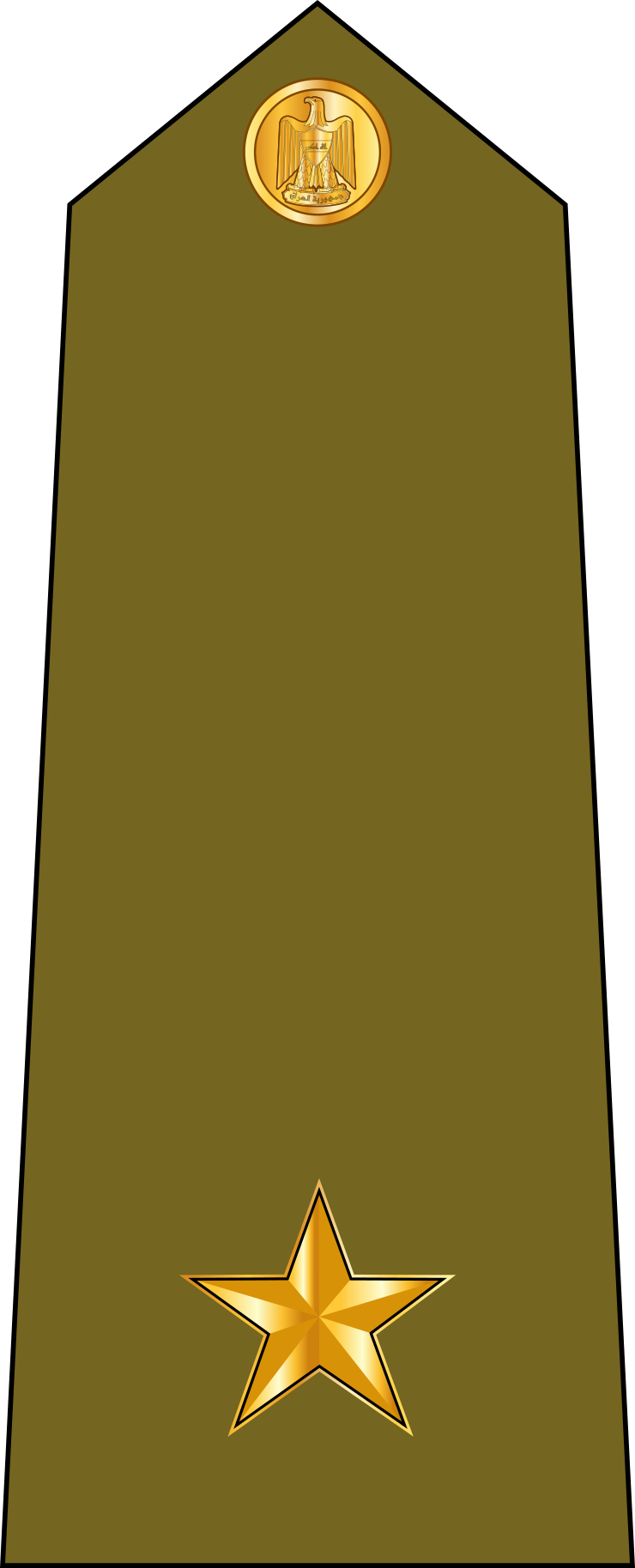
القوة البرية العراقية
القوة البرية العراقية (قبل الغزو)
القوات البرية الملكية الأردنية
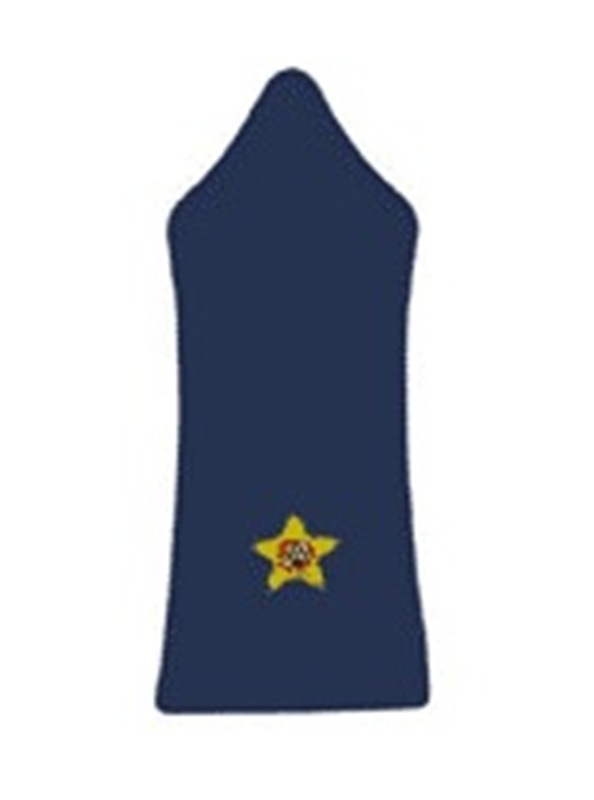
الجيش اللبناني
القوات البرية الجزائرية
القوات البرية السورية
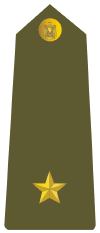
فلسطين
القوات البرية السودانية
القوات البرية الليبية
القوات البرية الاماراتية
القوات البرية الكويتية